# Maxim Petrovič Dmitrijev

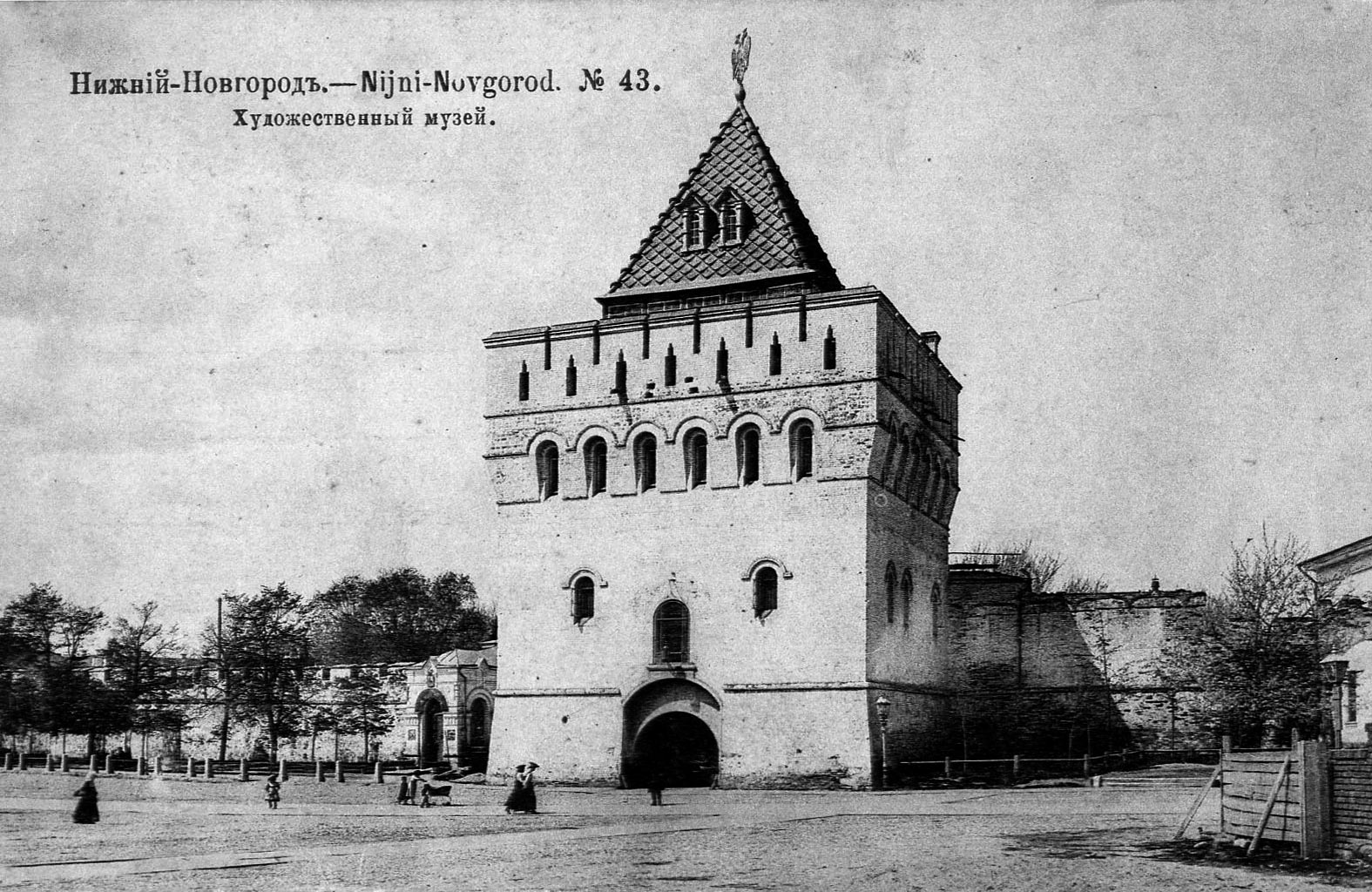
Dmitrovská věž, 1913

Maxim Petrovič Dmitrijev (rusky Макси́м Петро́вич Дми́триев, 21. srpna 1858 Povališino – 1948) byl ruský fotograf a zakladatel žánru novinářské fotožurnalistiky.

## Život a dílo
Narodil se 21. srpna 1858 v obci Povališino v administrativní jednotce Kirsanovskij ujezd v Tambovské oblasti.
V roce 1877 se přestěhoval do Nižního Novgorodu a začal pracovat v ateliéru fotografa Andreje Osipoviče Karelina. Za 10 let práce ovládl všechny složitosti fotografa a v roce 1887 si otevřel v Nižním Novgorodu vlastní studio.
Byl talentovaným fotografickým portrétistou a dokumentaristou. Několik let cestoval po městě okolo řeky Volhy, fotografoval krajinu v Povolží a snímal pohledy na města a běžné každodenní scény.
Jeho práce byly vysoce ceněny na výstavách v Paříži, Amsterdamu, Chicagu a New Yorku.

## Galerie

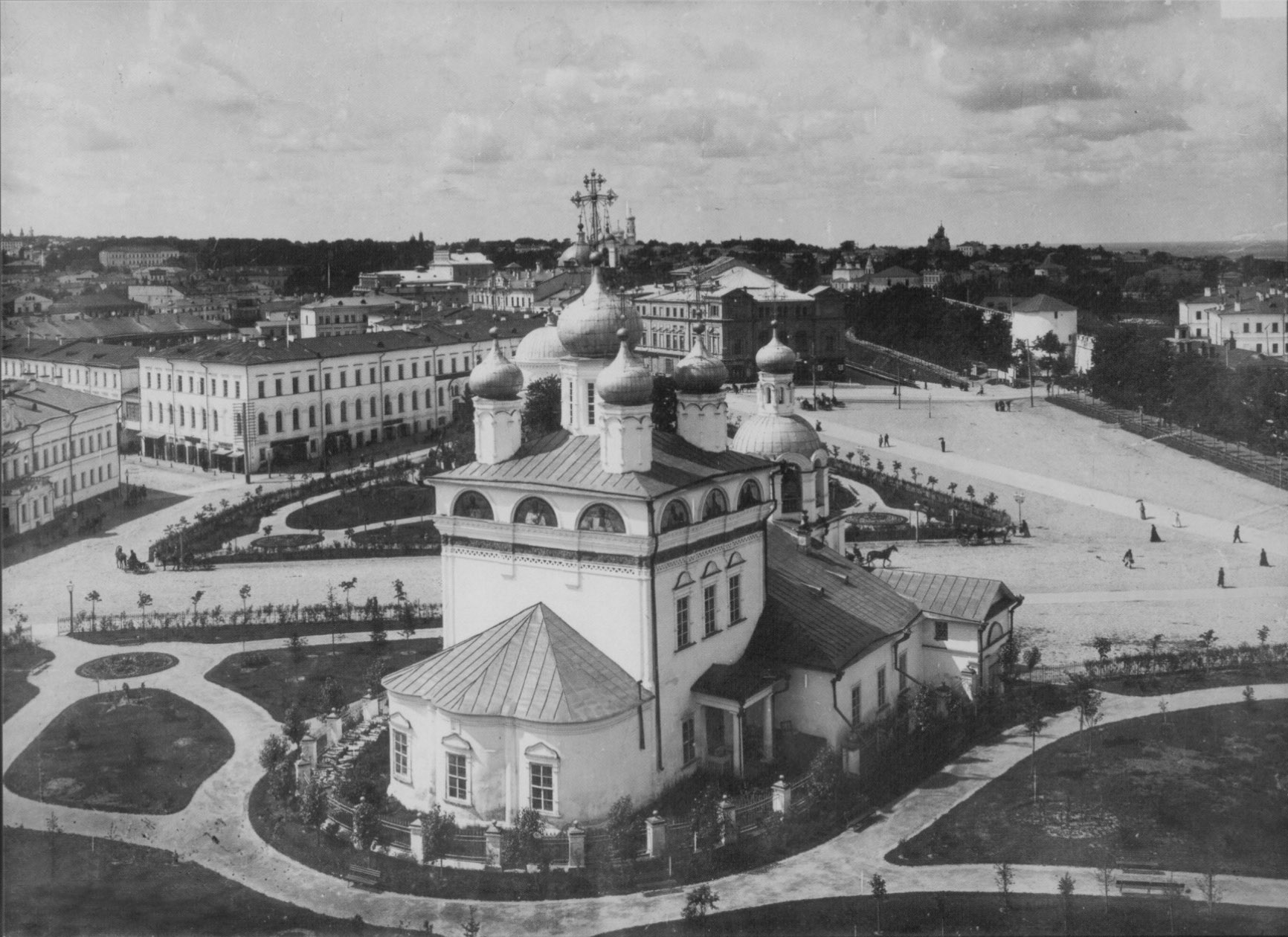
Nižnij Novgorod
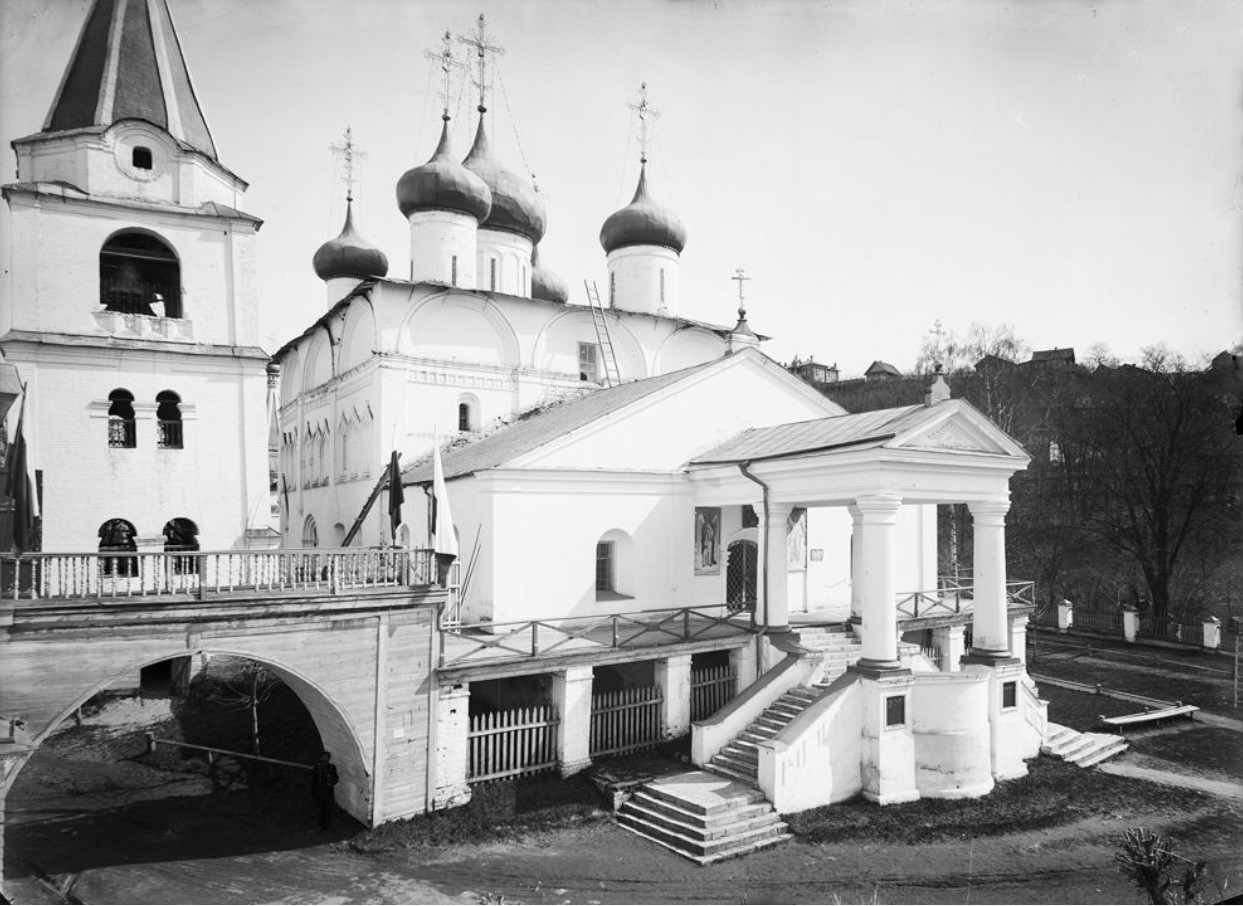
Katedrála
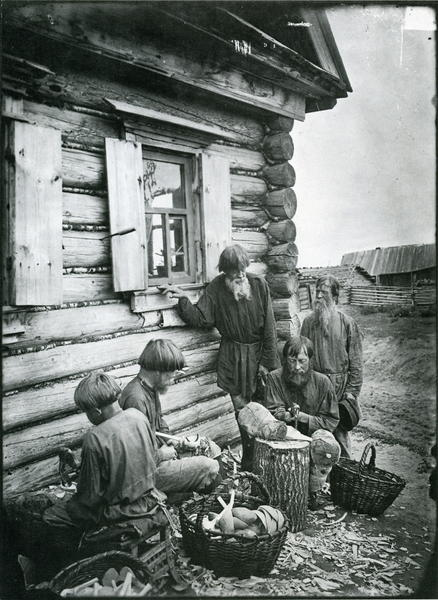
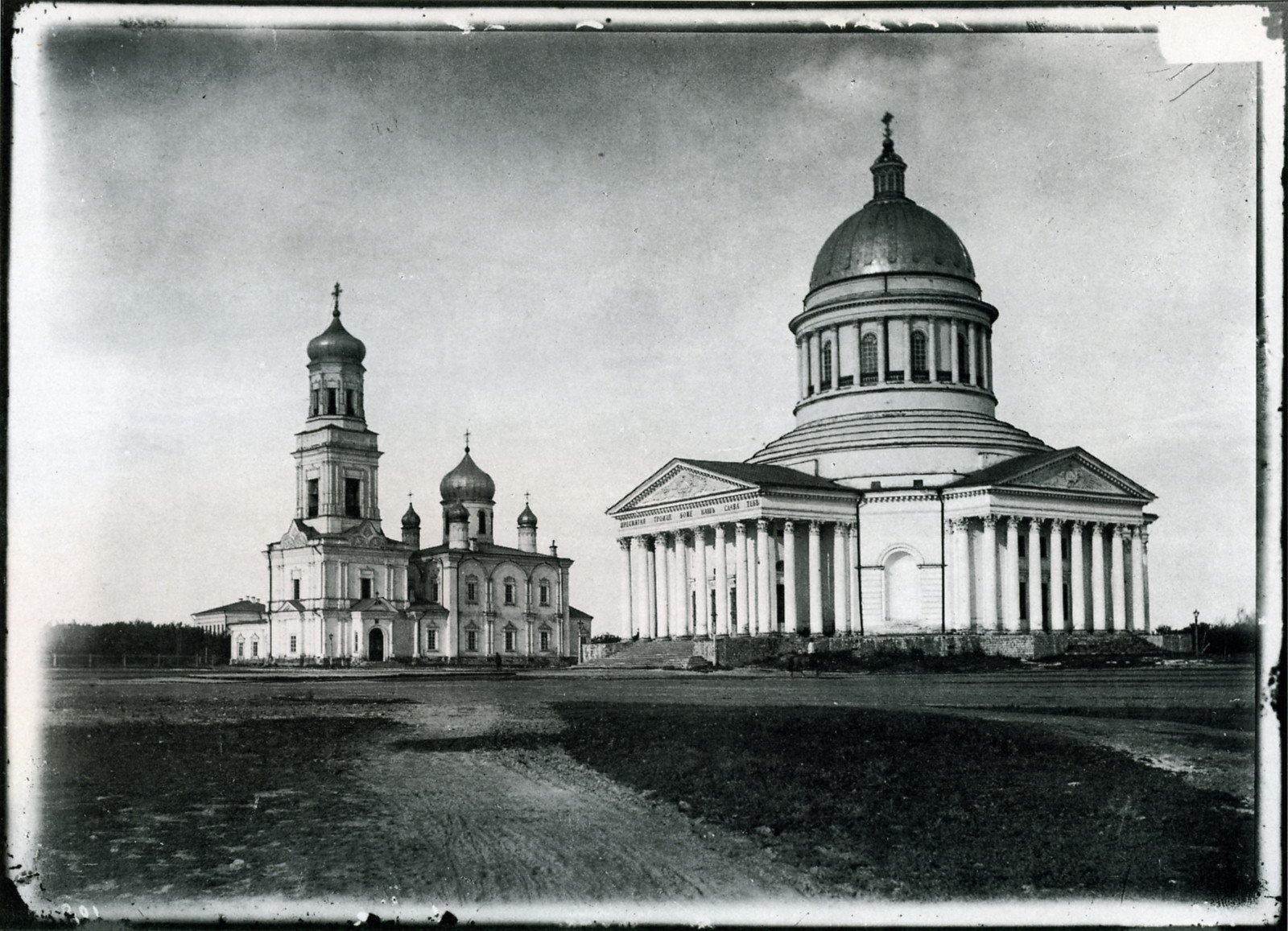
Simbirská katedrála
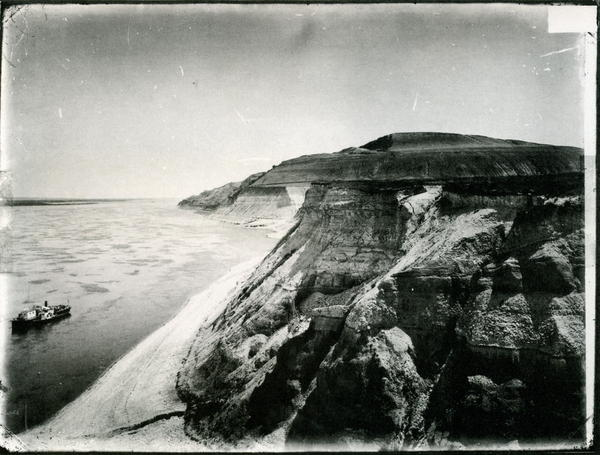
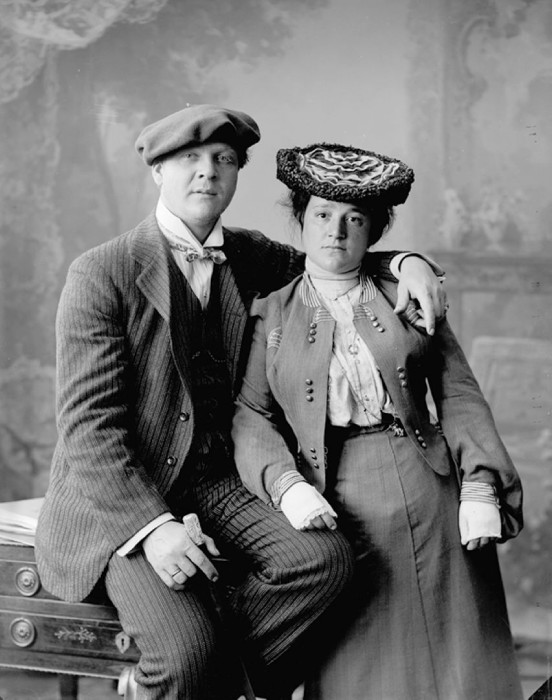
Fjodor Ivanovič Šaljapin s první manželkou Iolou Tornagi
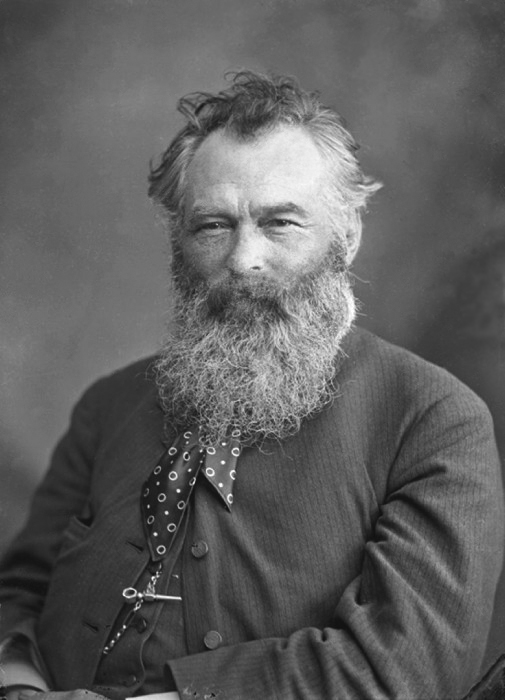
Ivan Ivanovič Šiškin
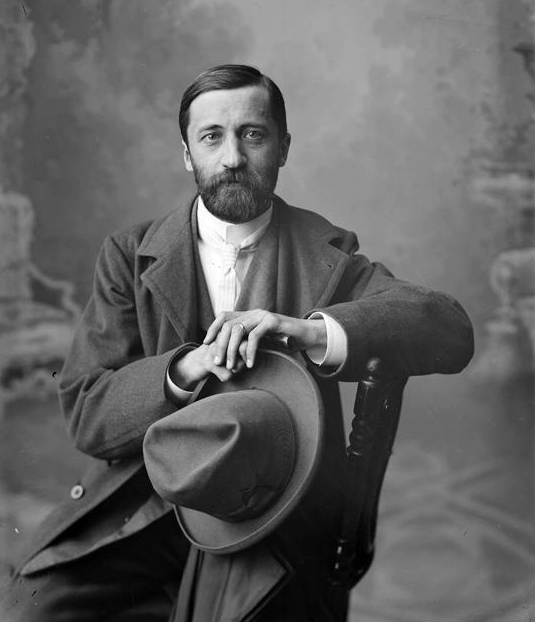
Dmitrij Sergejevič Merežkovskij, Nižnij Novgorod
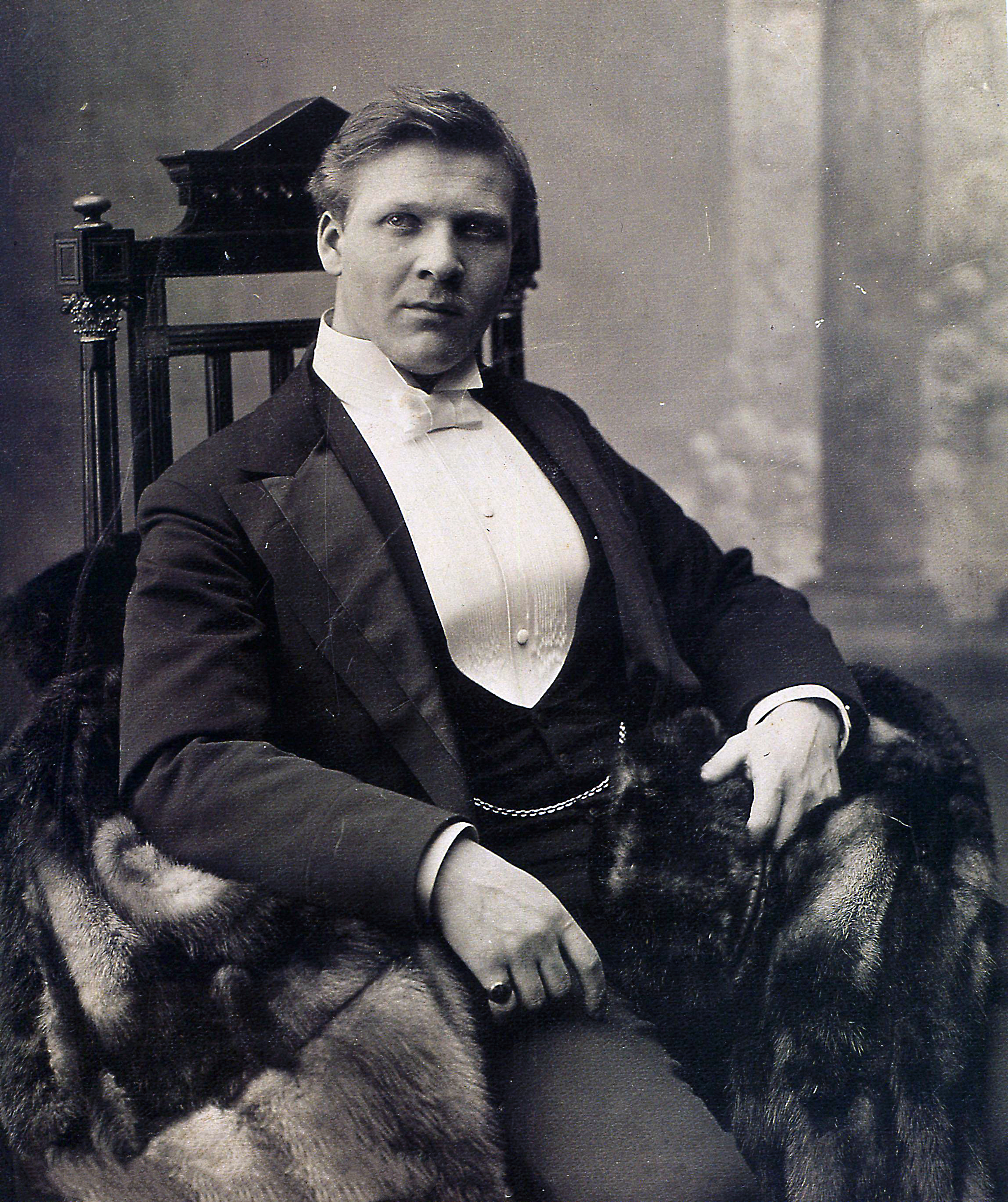
Fjodor Ivanovič Šaljapin, Nižnij Novgorod